# Kvareli (gemeente)
Kvareli (Georgisch: ყვარლის მუნიციპალიტეტი, Kvarlis moenitsipaliteti) is een gemeente in het oosten van Georgië met 30.835 inwoners (2024), gelegen in de regio Kacheti. De gelijknamige stad is het bestuurlijk centrum. De gemeente heeft een oppervlakte van 1000 km² en is gesitueerd aan de noordkant van de Alazani-riviervallei, een belangrijk wijnbouwgebied.

## Geschiedenis
Het territorium van Kvareli was in de vroege middeleeuwen deel van Hereti dat in 1020 opging in het eerste koninkrijk Kachetië en honderd jaar later in het koninkrijk Georgië. Na het uiteenvallen van Georgië in de 15e eeuw lag het gebied van Kvareli in het Koninkrijk Kachetië en voor korte tijd het fusiekoninkrijk Kartli-Kachetië.
Gremi, dat in Kvareli ligt, was enige tijd de hoofdstad van het koninkrijk Kachetië. Tijdens de veldtochten van sjah Abbas I van Perzië in de periode 1614-1616 werd Gremi op brute wijze aangevallen en veranderde het in ruïnes. Gremi bleef nog een poos de zetel van de koning van Kachetië, maar het kon zijn oude glorie niet herstellen. In 1667 koos koning Artsjil II Telavi als de hoofdstad van Kachetië om zijn relatief veilige ligging tegen de aanhoudende aanvallen uit Dagestan.

### Vorming district

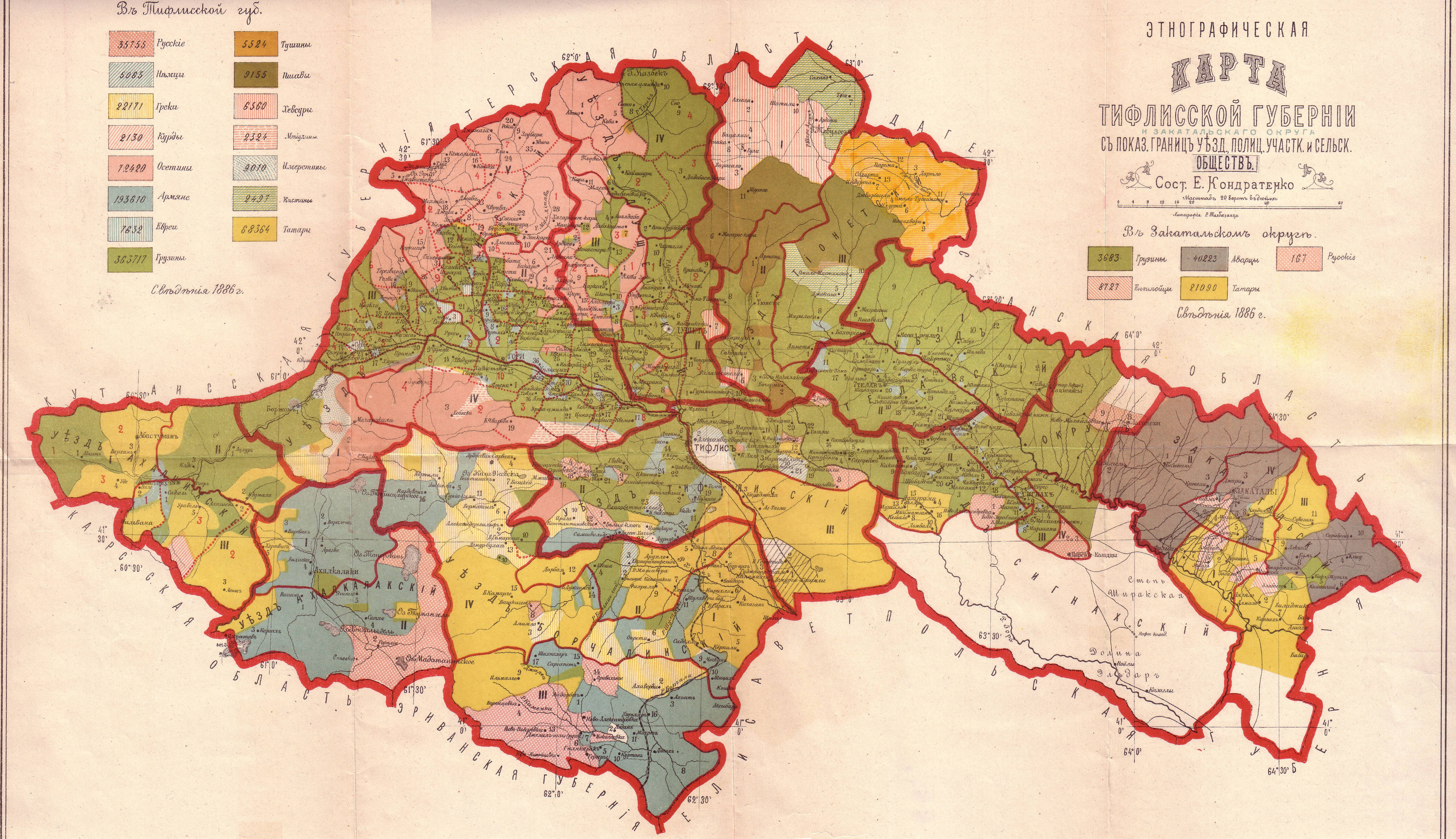
Gouvernement Tiflis: oejezd Telavi in 1900 (midden, groen)

Na de annexatie van Kartli-Kachetië in 1801 door het Russische Rijk werd Kvareli achtereenvolgens onderdeel van het Gouvernement Georgië, het Gouvernement Georgië-Imeretië, en vanaf 1846 tot 1917 het Gouvernement Tiflis. Binnen die laatste twee lag Kvareli in oejezd (provincie) Telavi. Medio 1846 werd in deze provincie een bestuurlijke sectie met de naam Kvareli opgericht, het oetsjastok Kvareli (Russisch: Кварельскій участокъ). Dit district besloeg de huidige gemeente Kvareli en het noordelijke deel van Telavi dat aan de linkerkant van de Alazani lag.
Er volgden verschuivingen in de periode 1917-1930 door de tussenkomst van de Democratische Republiek Georgië en de vorming van de Sovjet-Unie, maar bij de bestuurlijke herindelingen van de Sovjet-Unie in 1930 werd het rajon (district) Kvareli in de hedendaagse omvang als zelfstandige bestuurseenheid opgericht.
In 1995 werd het district onderdeel van de nieuw opgerichte regio (mchare) Kacheti van het onafhankelijke Georgië en in 2006 werd het district omgevormd naar een gemeente (municipaliteit).

## Geografie

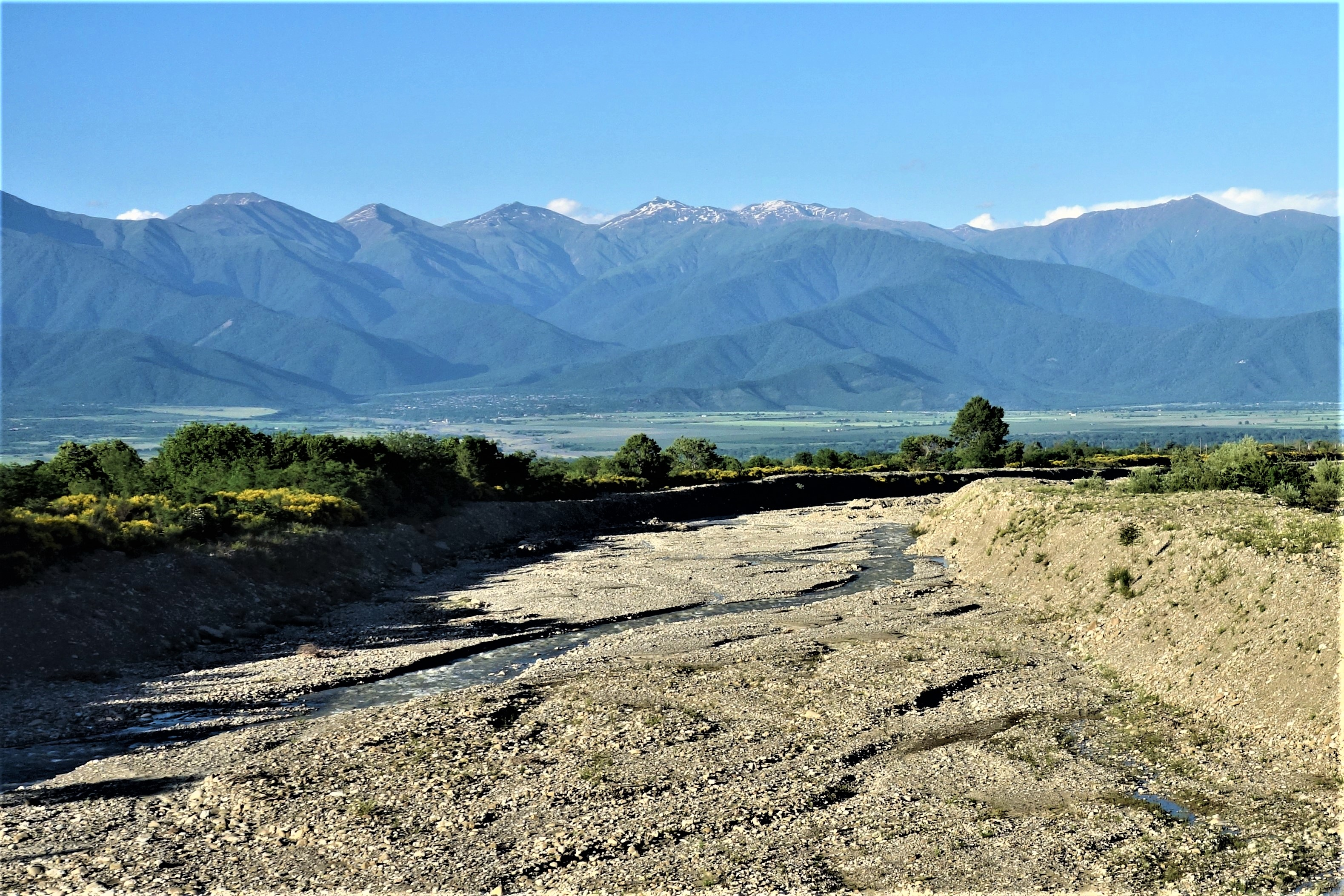
Ninikastsiche (3116 m, midden), hoogste berg van de gemeente

Kvareli grenst in het westen aan de gemeente Telavi, in het zuiden aan Goerdzjaani en in het oosten aan Lagodechi, allen gemeenten van de regio Kacheti. Ten slotte grenst de gemeente in het noorden aan de Russische deelrepubliek Dagestan.

### Kacheti Kaukasus
De gemeente ligt aan de noordzijde van de Alazani, die de natuurlijke zuidgrens vormt. In het noorden ligt de gemeente tot aan de waterscheiding en bergkam van de Grote Kaukasus, dat tevens de grens met de Russische deelrepubliek Dagestan is. Dit deel van de Grote Kaukasus heet ook wel de Kacheti Kaukasus. In het Kvareliaanse deel is de hoogste berg de 3116 meter hoge Ninikastsiche.

### Wijnbouw
De vruchtbare vallei van de Alazani en het goede klimaat maakt dat er in Kvareli veel wijnbouw plaatsvindt. Het klimaat in de gemeente is subtropisch met een gemiddelde jaartemperatuur van ongeveer 12,5 graden celsius. Het gebied kent in de vallei warme zomers en milde winters. Er valt gemiddeld gemiddeld 950 millimeter neerslag per jaar. De bekende Georgische wijnappellatie Kindzmaraoeli komt hier vandaan. De exclusieve microzone van deze appellatie ligt geheel in de gemeente.

## Avaren
In Kvareli woont ruim 90% van de 1060 Avaren die in Georgië woonachtig zijn. Dit heeft een geschiedenis die naar het midden van de 19e eeuw gaat, toen in 1852 tijdens de Kaukasusoorlog Avaren uit Dagestan in Kvareli werden hervestigd. Zij vestigden zich met name in en rond het destijds verlaten dorp Dzveli Gavazi (Oud Gavaz), het hedendaagse Achalsopeli. Bij de volkstelling van 1926 werden ruim 3000 Avaren in Georgië geteld, waarvan bijna 90% woonachtig in de dorpsgemeenschap Dzveli Gavazi bestaande uit tien dorpen, waar zij 32,5% van de gehele bevolking uitmaakten. Ondertussen woonden in het hoofddorp Dzveli Gavazi vooral Georgiërs (ruim 4000) en waren de overige negen dorpen van de gemeenschap volledig Avaars.

### Migratie
Toen de Sovjets in 1944 overgingen tot de deportatie van Tsjetsjenen en Ingoesjen naar Centraal-Azië mochten de Georgische Avaren zich vrijwillig hervestigen in het gebied van de inmiddels voormalige Tsjetsjeens-Ingoesjetische ASSR. Ongeveer 1800-2000 Avaren deden dat uiteindelijk (500 a 600 huishoudens). De omstandigheden in het gebied waren niet goed en velen stierven aan tyfus en malaria. In de periode 1956-1957 deden de gemigreerde Avaren een beroep op de Georgische sovjetautoriteiten om terug te mogen keren. Dat mochten zij, maar niet naar hun oude dorpen omdat hier inmiddels Georgiërs woonden. Alleen Avaren uit Tivi konden uiteindelijk na protest terug naar hun oude dorp. De anderen kregen een plek op slechte grond in de buurt die eerst geheel gecultiveerd moest worden.

### Georgisch nationalisme
In de nadagen van de Sovjet-Unie en het opkomende Georgisch-nationalisme richtte de Georgische leider Zviad Gamsachoerdia in 1990 zijn pijlen ook op de Avaren in Kvareli. Met zijn leuze "Georgië voor de Georgiërs" werden, net als de Osseten en anderen, ook de Avaren geïntimideerd. Bij een grote anti-Avaar manifestatie in het dorp Achalsopeli  op 14 juni 1990, waar duizenden Georgiërs verzamelden, werd door Gamsachoerdia openlijk opgeroepen tot het "verdrijven van de Avaren uit Georgië". In de nacht na deze manifestatie werd het nabijgelegen dorp Tivi omsingeld en begon een zevendaagse blokkade, gevolgd door confrontaties tussen Georgiërs en Avaren. Uiteindelijk werden de Avaren uit het dorp Tchilistskaro verdreven. Op 30 april 1991 werd een overeenkomst tussen Dagestan en Georgië getekend voor de "georganiseerde hervestiging van inwoners van de Avaar-nationaliteit uit de Georgische regio Kvareli naar de Dagestaanse ASSR". Van deze hervestiging kwam niet veel doordat de voorgenomen locaties in de steppes van Dagestan helemaal niet geschikt waren voor de beroepsactiviteiten van de Georgische Avaren.

## Oedi

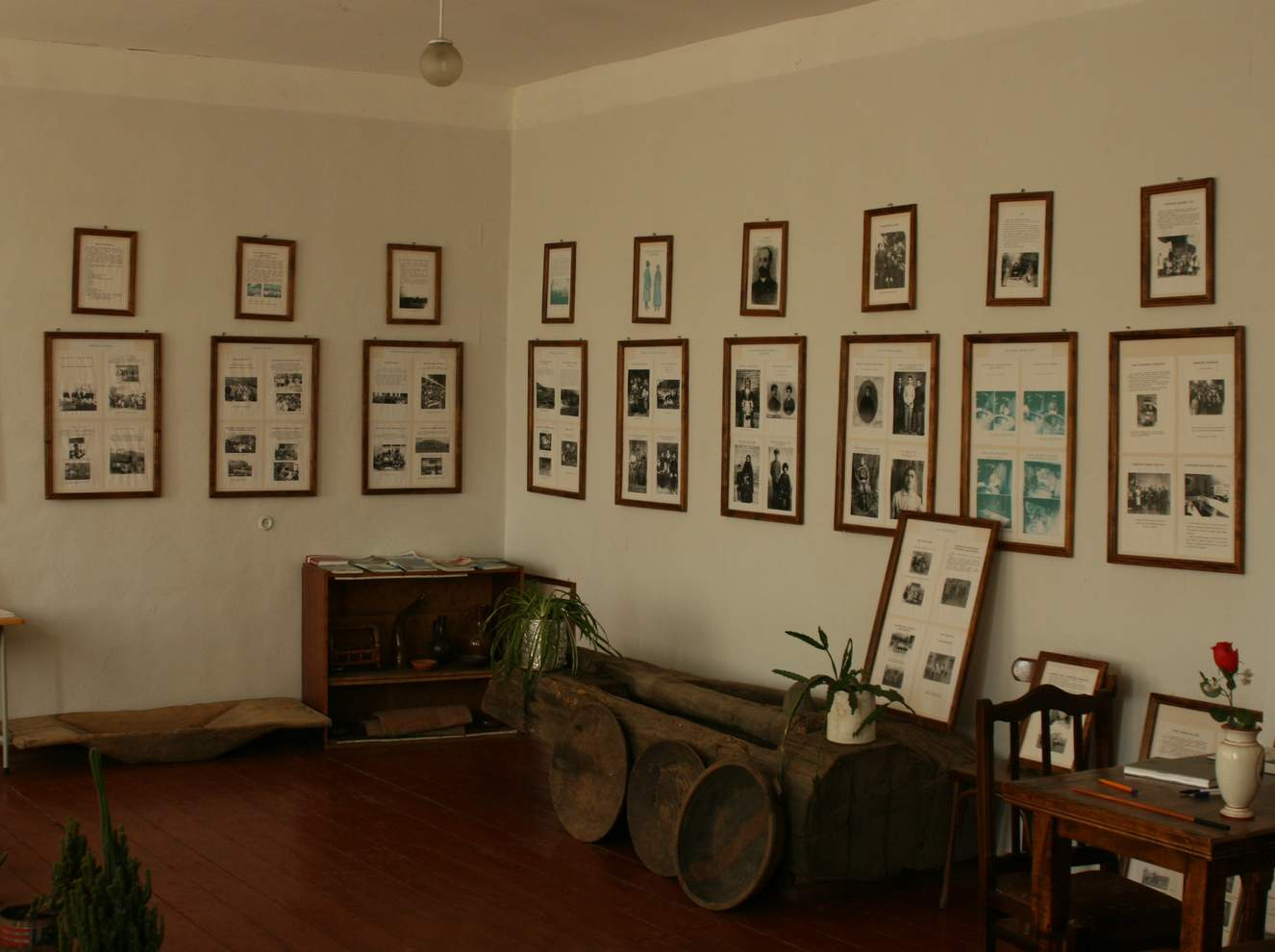
Museum van Oedi-cultuur in Zinobiani

Een andere opvallende etnische Kaukasische minderheid in Kvareli zijn de Oedi. Van de 174 Oedi die bij de volkstelling van 2014 in heel Georgië werden geregistreerd, woonden er 164 in Kvareli in het dorp Zinobiani, vlak bij het Avaars bewoonde Tsjantliskoere.
De Oedi kwamen in 1922 naar Georgië als gevolg van het Azerbeidzjaans-Armeense conflict en woonden volgens de volkstelling van 2014 voor 95% in Zinobiani. De Oedi in dit dorp komen oorspronkelijk uit de Azerbeidjzaanse plaatsen Oğuz (Vartasjen) en Əniqqışlaq (Kisjlag).

## Demografie
Begin 2024 telde de gemeente Kvareli 30.835 inwoners, een toename van ruim 3% ten opzichte van de volkstelling van 2014. Deze groei zit voornamelijk in het gemeentelijk centrum Kvareli.
| Gemeente Kvareli                                                        | - | -     | 35.798 | 38.878 | 41.564 | 42.132 | 42.237 | 37.658 | 29.827 | 30.318 | 30.835 |  |  |  |
|                                                                         |   |       |        |        |        |        |        |        |        |        |        |  |  |  |
| Kvareli                                                                 | - | 5.571 | 7.828  | 9.166  | 9.528  | 10.600 | 11.165 | 9.045  | 7.739  | 8.815  | 9.880  |  |  |  |
| Verantwoording data: Bevolkingsstatistiek Georgië 1897 tot heden. Noot: |   |       |        |        |        |        |        |        |        |        |        |  |  |  |

### Etniciteit en religie
De bevolking van Kvareli bestond in 2014 voor bijna 94% uit Georgiërs. Een opvallende minderheid zijn de bijna 1000 Avaren (3,3%), een Dagestaanse etnische bevolkingsgroep. Zij wonen voornamelijk in een drietal dorpen bij Achalsopeli (Sjorochi, Tivi en Tsjantliskoere) waar zij in elk een meerderheid vormen. Een aantal van de Avaren is de ongeschreven Noord-Kaukasische taal Goenzib machtig. Een andere bijzondere minderheid zijn de Oedi, een bevolkingsgroep van het historische Kaukasisch Albanië. De Georgische Oedi gemeenschap woont vrijwel geheel in het Kvareliaanse dorpje Zinobiani vlakbij het Avaars bewoonde Tsjantliskoere en is er de helft van de bevolking. Verder wonen er ruim 300 Osseten (1,2%) en ruim 100 Armeniërs in de gemeente.
De religieuze samenstelling volgt in grote lijnen de etnische. Verreweg de meeste inwoners zijn Georgisch-Orthodox (95,0%) en een groot deel van de rest is moslim (3,5%). Verder wonen er katholieken (0,6%) en enkele tientallen protestanten, jehova's en Armeens-Apostolen.

## Administratieve onderverdeling
De gemeente Kvareli is administratief onderverdeeld in 10 gemeenschappen (თემი, temi) met in totaal 21 dorpen (სოფელი, sopeli). Er is één stad (ქალაქი, kalaki), het bestuurlijk centrum Kvareli.

## Bestuur

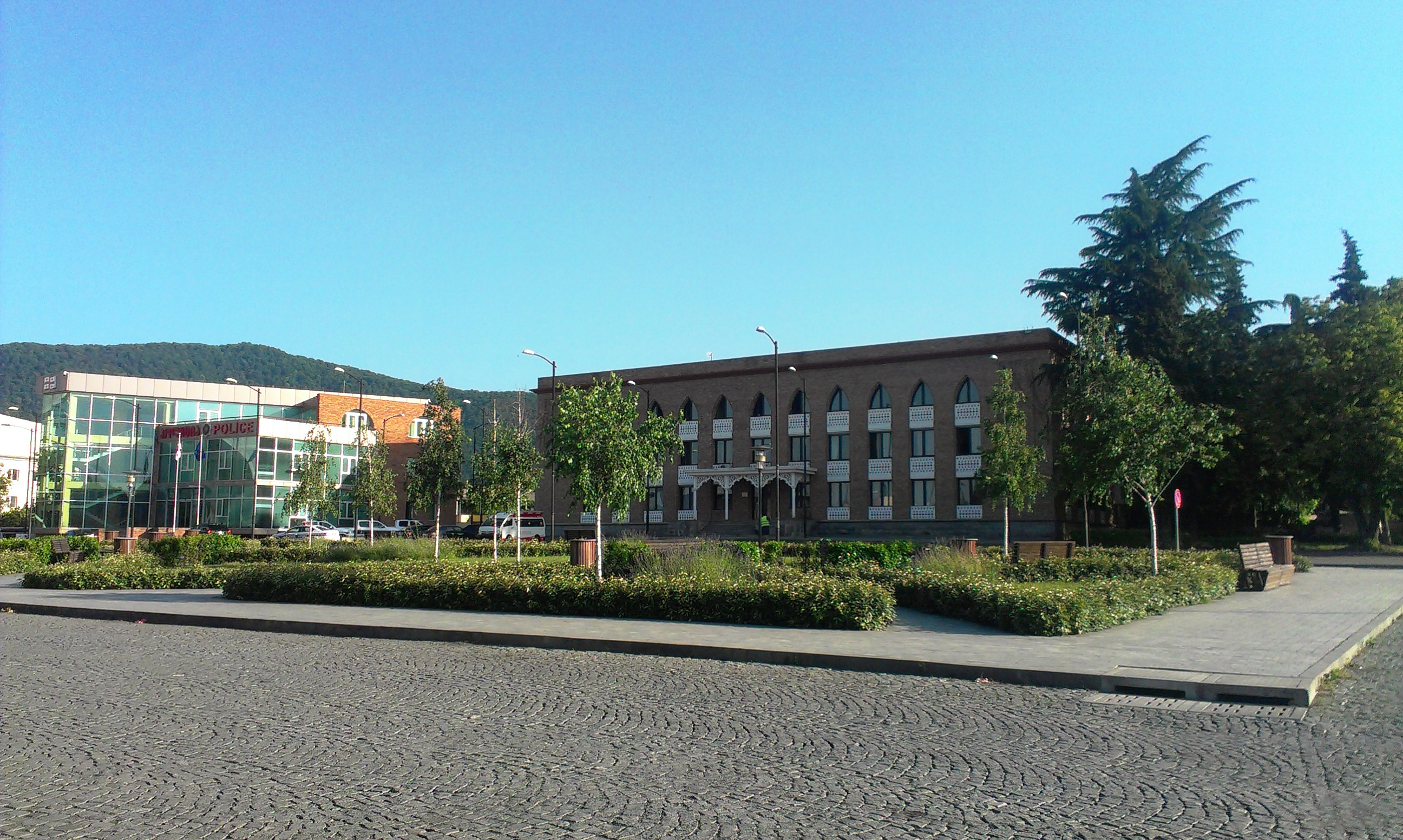
Kvareli is het bestuurlijk centrum

De gemeenteraad van Kvareli (Georgisch: საკრებულო, sakreboelo) wordt elke vier jaar gekozen in een gemengd kiesstelsel. Een deel wordt via enkelvoudige kiesdistricten gekozen en een deel via evenredige vertegenwoordiging van gesloten partijlijsten, waarvoor een kiesdrempel geldt van drie procent.
| Partij | Partij                             | 2014 | 2017 | 2021 |
| ------ | ---------------------------------- | ---- | ---- | ---- |
|        | Georgische Droom (GD)              | 13   | 20   | 19   |
|        | Verenigde Nationale Beweging (UNM) | 6    | 4    | 7    |
|        | Overige partijen                   | 7    | 3    | 1    |
| Totaal | Totaal                             | 26   | 27   | 27   |

## Bezienswaardigheden

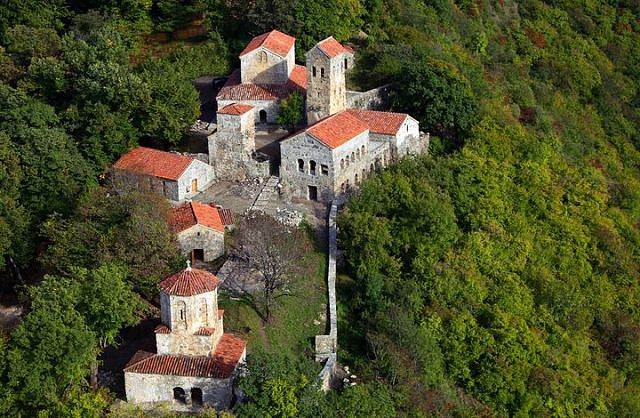
Nekresiklooster

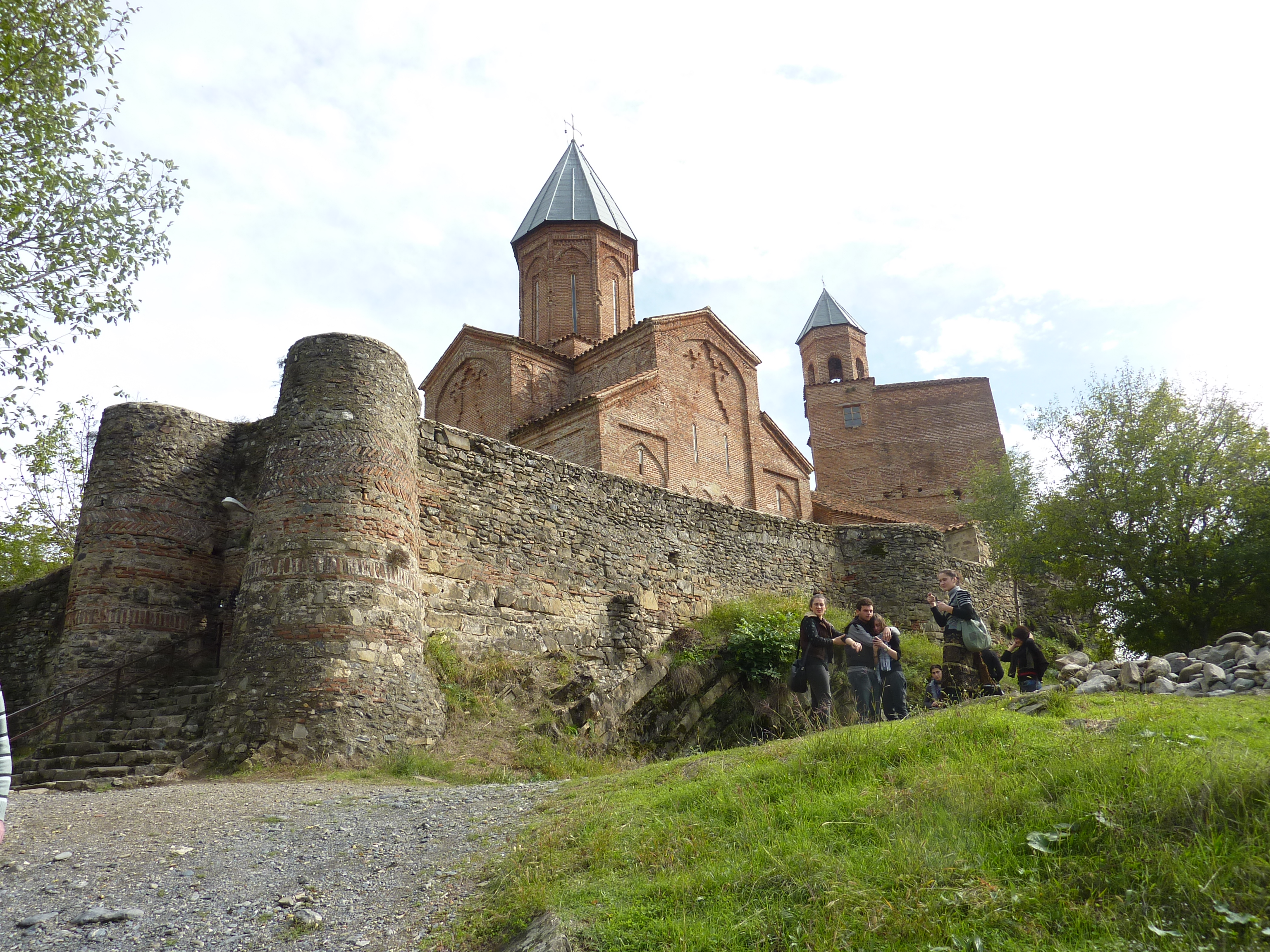
Gremikathedraal

In Kvareli zijn een paar belangrijke cultuur-historische bezienswaardigheden:
- Nekresiklooster, een kloostercomplex uit oorspronkelijk de 6e eeuw en opgericht door bisschop Abibos, een van de Dertien Assyrische Vaders.[26] Het complex werd na een sluiting van bijna 200 jaar in 2000 weer in gebruik genomen en bevindt zich op een bergrichel enkele kilometers ten westen van de stad Kvareli.
- Gremikathedraal uit de 16e eeuw. De kathedraal bevindt zich op een citadel op een heuvel in het dorpje Gremi, ongeveer 15 kilometer ten westen van Kvareli.[27]

## Vervoer
Kvareli is met de rest van Kacheti en het land verbonden via de nationale route Sh43 (Tianeti - Achmeta - Kvareli - Lagodechi), de arteriële hoofdweg aan de noordzijde van de Alazani. Daarnaast zijn er twee belangrijke oversteken naar de zuidkant van de Alazani, de Sh69 van Kvareli naar de Sh42 bij Moekoezani en de Sh70 vanaf de Sh43 naar de regio hoofdstad Telavi. Deze wegen zijn de levensaders voor de wijnregio rond de Alazani.
Rusland ondernam verschillende pogingen in de 21e eeuw om een oude route vanaf Dagestan over de Grote Kaukasus naar Kacheti, de zogeheten Avar-Kacheti weg, te herbouwen. Deze route zou langs de Dagestaanse Avar-rivier omhoog over de 2160 meter hoge Moesjaki-pas naar Achalsopeli in Kvareli moeten leiden. De Georgische autoriteiten voelden weinig voor een dergelijke verbinding, uit vrees voor militaire kwetsbaarheid.